# Oriental Pearl Tower

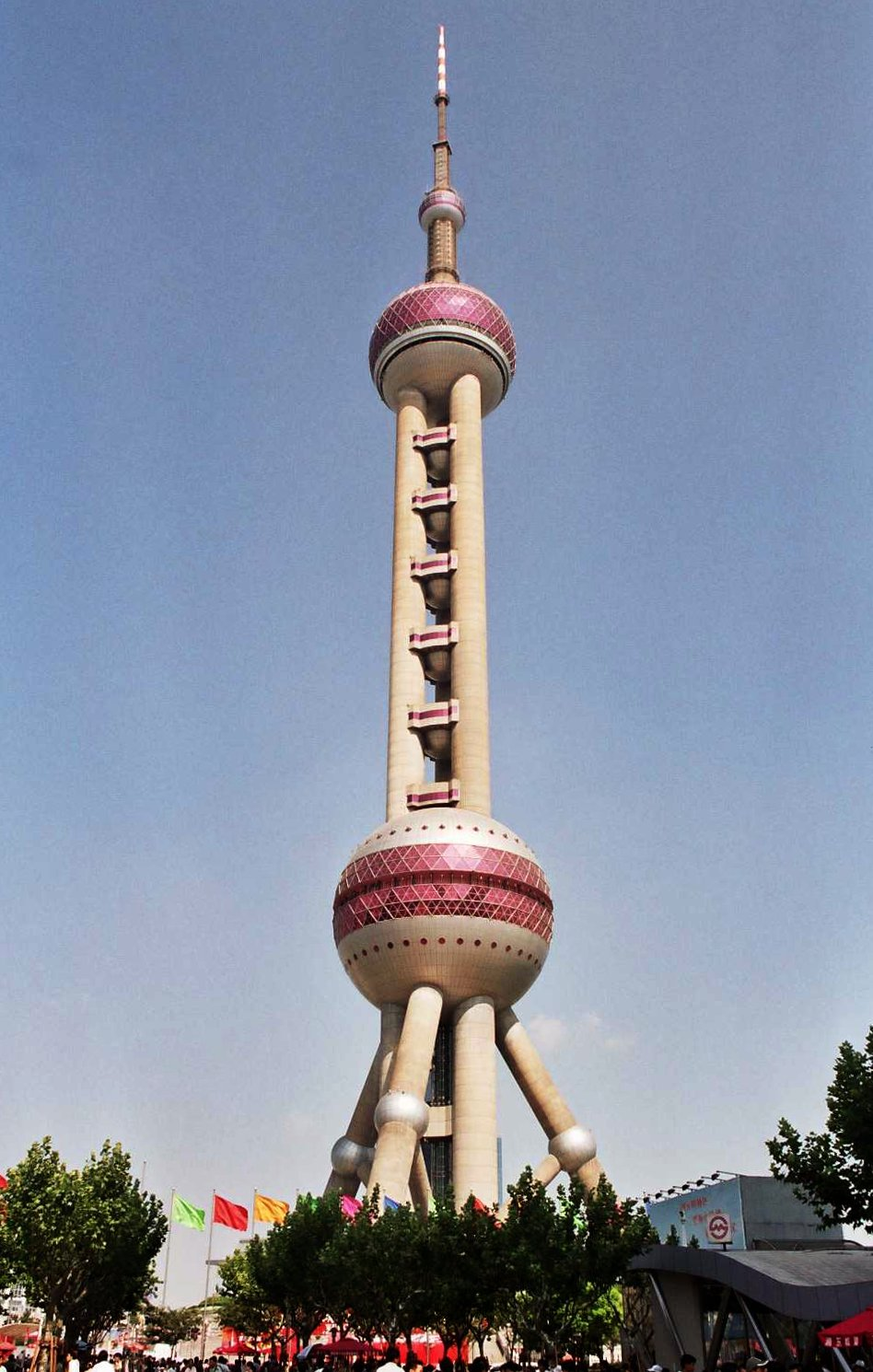
Oriental Pearl Tower overdag

De Oriental Pearl Tower of de Pareltoren van het Oosten (vereenvoudigd Chinees: 东方明珠塔; pinyin: Dōngfāng Míngzhūtǎ) is een televisietoren in het financiële district Lujiazui in het district Pudong van Shanghai aan de oever van de Huangpu Jiang. Aan de overkant van de rivier is de Bund.
De toren is ontworpen door Jia Huancheng, werkzaam bij Shanghai Modern Architectural Design Co. Ltd. De bouw van de toren begon in 1991 en was voltooid in 1995. Het is, bij opening, de hoogste toren in de Volksrepubliek China met 468 m lengte.

## Structurele gegevens

### Bollen verwerkt in de toren
De toren omvat in het totaal 11 bollen: grote en kleine. De twee grootste bollen volgens de lengterichting van de toren hebben een doorsnede van 50 m (onderste) en 45 m (bovenste). De verbindende cilindervormige kolommen zijn elk 9m in doorsnede. De kleinste bol bovenaan de toren heeft een diameter van 14 m.

### Observatieniveaus
Er zijn drie observatieniveaus in de toren, de hoogste (Space Module) is te vinden op 350 m. De lagere zijn te vinden op 263 m (Sightseeing Floor) en op 90 m (Space City). In de bol waar de Sightseeing Floor zich bevindt is ook een ronddraaiend restaurant opgenomen op 267 m hoogte. Verder zijn er regelmatig tentoonstellingen, is er een winkelcentrum en zijn er restaurants te vinden. Tussen de twee bollen bevindt zich het "Space Hotel".

### Antennepaal
De antenne bovenaan de toren is op zichzelf 118 m hoog. Ze verzorgt radio- en televisie-uitzendingen voor een groot deel van de stad. Door de vele hoge gebouwen in Shanghai zijn er nog verschillende andere uitzendantennes in de stad te vinden om te zorgen dat de ontvangst overal voldoende is.

## Chinese symboliek in het ontwerp
Het ontwerp van het gebouw is gebaseerd op een vers uit het gedicht Pipa-spel, van de Tang-dynastie dichter Bai Juyi, dat de wonderlijk sprankelende muziek van het Chinese pipa tokkelinstrument beschrijft. Het is alsof parels, grote en kleine, neerpingelen op een jaden plaat (大珠小珠落玉盘/大珠小珠落玉盤/dà zhū xiǎo zhū luò yù pán).
De Oriental Pearl Tower bestaat uit grote en kleine bollen, 11 in het totaal. Ze lijken op parels die vanuit de hemel neervallen op een jaden plaat, voorgesteld door het oppervlak van de Huangpu Jiang rivier.
Van ver gezien lijken de Yangpu (杨浦大桥 Yángpǔ dàqiáo) en Nanpu (南浦大桥 Nánpǔ dàqiáo) bruggen op twee Chinese draken die zich met de parels van de Oriental Pearl vermaken.